# Aporobopyroides upogebiae
Aporobopyroides upogebiae is een pissebed uit de familie Bopyridae. De wetenschappelijke naam van de soort is voor het eerst geldig gepubliceerd in 1906 door Nobili.